# چاه شهید کمیلی
چاه شهید کمیلی روستایی در دهستان افین بخش زهان شهرستان زیرکوه استان خراسان جنوبی ایران است. بر پایه سرشماری عمومی نفوس و مسکن در سال ۱۳۹۰ جمعیت این روستا ۱۶ نفر(در ۶ خانوار) بوده است.